# Кафана Албанија
Кафана „Албанија“ је било место окупљања многих познатих Београђана друге половине 19. века и прве половине 20. века. Налазила се на углу Кнез Михаилове и Коларчеве улице, а угаона фасада гледала је право на Теразије. Кућу у којој се она налазила преко пола века, изградио је 1860. године - Крста М. Томановић (1825—1889), гвожђарски велетрговац, док је први закупац био Риста Сиљановић, о чему сведочи Уверење ”на месно кафанско право” издато 24. фебруара 1865. године под бројем 1195 од стране тадашњег надлежног министарства унутрашњих послова, (за време мандата министра Николе Христића).
"Албанија" је у својим последњим годинама била неугледна у поређењу са новоизграђеном околином, али је 1870-их важила за један од бољих локала. Дневни лист “Политика” је у чланку посвећеном рушењу “Албаније” навела да је “газда покушавао да је прода 1873., тражио је велику суму од 5.000 дуката. Гости су у почетку били отмени: виши чиновници, бољи трговци и странци; одржавали су се приватни балови, нека врста породичних забава и састанака. У 1890-тим има доста великошколаца и уметника. Пре Великог рата људи средњег сталежа, радни свет и носачи, који ће јој остати верни до краја и чији су "самари" стајали поређани уз спољни зид...” У једном чланку из 1922. се помиње да је кафана "већ двадесет година склона паду".
Иако је стара "Албанија" била ниска, оронула зграда, са тесним прозорчићима и ниским капиџицима и дућанчићима, да човек теменом удари у надвратницу, на њој се ипак уочавају јасни класицистички декоративни елементи. Уз „Малу Касину” која се налазила тик уз њу, у Коларчевој улици бр. 12, била је то, једна од оних кафана из најстаријих дана Београда. Из ње се ширио мирис ракије и ћевапчића. Испред кафане је стајао гвоздени стуб са часовником на три стране. То је био чувени "Сат", важан део Теразија и место где су се заказивали састанци, било пословни, било састанци младих парова." Сат је срушен у децембру 1924.
Кафана је, заједно са сатом који се налазио испред ње, и који је био познато место састанка, срушена 17. октобра 1936. године, да би се направило места за палату „Албанија“, која своје име дугује управо кафани. Многи Београђани су били против рушења таквог споменика. Ипак, када се претходног августа у кафани догодио мањи пожар, пролазници су навијали за пожар.
Земљиште на коме се некада налазила "Албанија", површине цирка 575 m² продато је маја 1936. за тадашњих баснословних 8 милиона југословенских краљевских динара Хипотекарној Банци Трговачког фонда за потребе зидања „облакодера“. Преговоре у име законских наследника Крсте Томановића око продаје земљишта водили су умешно, више од годину дана, познати београдски адвокат Добра С. Петковић и Миша В. Симић (1903—1976), тада асистент професора Слободана В. Јовановића на Правном факултету у Београду. Каже се да је десет година раније за зграду нуђено 14 милиона динара али тада није дошло до споразума - до промене је 1936. изгледа дошло због увођења нових терета на старе зграде, како би се подстакло њихово уклањање.
Наведена сума била је исплаћена директним наследницима оригиналног власника овог плаца, и то, ћерки, Драги рођ. Томановић (1871—1943), удови апелационог судије у пензији и адвоката Василија Васе М. Симића (1866—1931) и унуцима Будимиру М. Стефановићу (1892—1965), трговцу лионском свилом, Оливери (1898—1973), супрузи сликара Марина Тартаље, Спасенији, супрузи адвоката Светолика Гребенца (1887—1957) и Лепосави (1892—1972), супрузи Велизара Нинчића, рођеног брата Момчила Нинчића.